# Tiziana Altieri
Tiziana Altieri (...) è un'attrice italiana.

## Biografia
Attiva nella prima metà degli anni '80 partecipa a poche pellicole senza lasciare grandi tracce di sé, pur avendo lavorato con registi come Dino Risi e Renzo Arbore e attori come Beppe Grillo e Roberto Benigni .

## Filmografia

### Cinema
- Il pap'occhio, regia di Renzo Arbore (1980)
- Zero in condotta, regia di Giuliano Carnimeo (1983)
- Scemo di guerra, regia di Dino Risi (1985)
- Iron Warrior, regia di Alfonso Brescia (1987)
- Urban Warriors, regia di Joseph Warren (Giuseppe Vari) (1987)